# El Vacar
El Vacar es una localidad española situada en la provincia de Córdoba, compartida entre los Ayuntamientos de Espiel y de Villaviciosa de Córdoba. Constituye una entidad singular.

## Descripción
Está situada en el trifinio entre Espiel, Villaviciosa de Córdoba y Obejo. En 2022 había censados 156 habitantes: 102 en la parte de Espiel y 54 en la de Villaviciosa. Su altitud es de 584 m s.n.m.
Lindando al sur está el Polvorín de El Vacar, Batería de Municionamiento dependiente de la Agrupación de Apoyo Logístico nº 21 (AALOG21, Ejército de Tierra) cuya Plana Mayor está ubicada en el Acuartelamiento Torreblanca, en Sevilla. Es campo de tiro, maniobras, pruebas y destrucción de material de artillería mediante explosiones controladas.

## Historia
En la confluencia de las vías romanas Corduba-Emérita (Mérida) y Corduba- Sisapo (Almadén) algunos historiadores identifican el lugar con la antigua mansio romana de Melloría. En el entorno del yacimiento se hallaron fragmentos de cerámicas de tradición ibérica con decoración a bandas y fragmentos de sigillatas, por lo que la ocupación del altozano donde se ubica el actual castillo de El Vacar puede ser de época altoimperial.
Este castillo también llamado de Manoyerro,  Mano de Hierro o Dar al Bacqar se construyó durante el califato omeya de Alhakén II en el siglo X como defensa ante los reinos cristianos y para ejercer un control de los caminos de Córdoba con Badajoz, con la Meseta y sobre el valle del Guadiato al que domina visualmente. 
Siglo XI: el 22 de mayo de 1010 tuvo lugar aquí una batalla entre los bereberes del califa Sulaimán al-Mustaín contra los partidarios de Muhámmad II al-Mahdi: el ejército de eslavos del general Wadhid junto a nueve mil soldados catalanes de los condes de Urgel y Barcelona Armengol (que cayó en la batalla) y Ramón Borrell. Los bereberes quedaron desarbolados y Muhámmad II recuperó el califato por unos meses. La visita catalana a Córdoba dio lugar al saqueo de la ciudad.
En el siglo XIII fue conquistado por Fernando III el Santo, que lo entregó a la ciudad de Córdoba. Se conserva el recinto rectangular y restos desmochados de sus ocho torres.
En el siglo XVII Felipe IV nombró a Don Gonzalo de Cea y Córdoba "alcaide del Bacar".
En 1873 se inauguró la línea férrea Córdoba-Almorchón con la estación El Vacar-Villaharta para facilitar el cruce de trenes y poco a poco la población fue creciendo alrededor. Esta actividad ferroviaria daba también servicio al polvorín así como al cercano municipio de Villaharta y sus balnearios que distan 10 km. La ruina de los balnearios por la guerra civil y el cese de actividad del ferrocarril en 1974 motivó un declive económico y demográfico.
Durante la Guerra Civil, en el otoño de 1936, las tropas republicanas presentaron una fuerte resistencia en la zona al avance nacional procedente de Córdoba hacia Peñarroya, que consiguió ser frenado pero no contenido.

## Comunicaciones
Se encuentra en el km 242 de la carretera nacional N-432, a 27 km de Córdoba. Dista asimismo 22 km de Espiel y 22 km de Villaviciosa.
Hay una parada de autobús de las líneas M-110, M-211 y M-212 del Consorcio de Transporte Metropolitano y de las líneas Córdoba-Monterrubio y Córdoba-Badajoz del Grupo Sepulvedana.
Carece de taxi y desde 1974 de ferrocarril.
Pasa por El Vacar la Cañada Real Soriana Oriental o sendero GR-40, coincidente aquí con el Camino Mozárabe de Santiago. 
El Cordel de Extremadura, hoy bajo las aguas del Embalse de Puente Nuevo, terminaba en la población.